# Voïnka
Voïnka (ukrainien : Воїнка, russe : Во́инка, tatar de Crimée : Voinka, Воинка) est un village du nord de la république autonome de Crimée, en Ukraine, occupée par la Russie depuis 2014 dépendant du raïon de Krasnoperekopsk. Sa population comptait 4 089 habitants en 2014. Il a été fondé en 1885.

## Population
Selon le recensement de 2001 la répartition linguistique de la population était la suivante: langue maternelle russe 49,73%; tatar de Crimée 28,85%; ukrainien 11,29%; moldave 5,56%; autre 0,85%/

### Dynamique de la population
- 1892 — 426 hab.
- 1897 — 532 hab.
- 1900 — 501 hab.
- 1915 — 696/136 hab.[2]
- 1926 — 834 hab.
- 1939 — 2121 hab.[3]
- 1989 — 4088 hab.[3]
- 1974 — 3925 hab.[4]
- 2001 — 4392 hab.[5]
- 2009 — 1191 hab.[6]
- 2014 — 4089 hab.[7]

## Situation actuelle
Le village de Voïnka, entouré d'étendues steppiques cultivées, comprend 23 rues et 3 impasses. Il s'étend sur 317,5 hectares et comptait en 2009 plus de 1 200 foyers de 4 400 habitants. Il comprend une école primaire et de premier cycle du secondaire, un jardin d'enfants «Kolossok», un centre culturel tatar de Crimée, une bibliothèque, un ambulatoire de médecine familiale, une poste, une église orthodoxe dédiée à l'apôtre saint Thomas, une petite mosquée du nom d'Akhmat Hadji Kadyrov. Le village est chauffé au gaz. Voïnka est reliée par autocars au chef-lieu de raïon, aux villages voisins et aux grandes villes de Crimée.

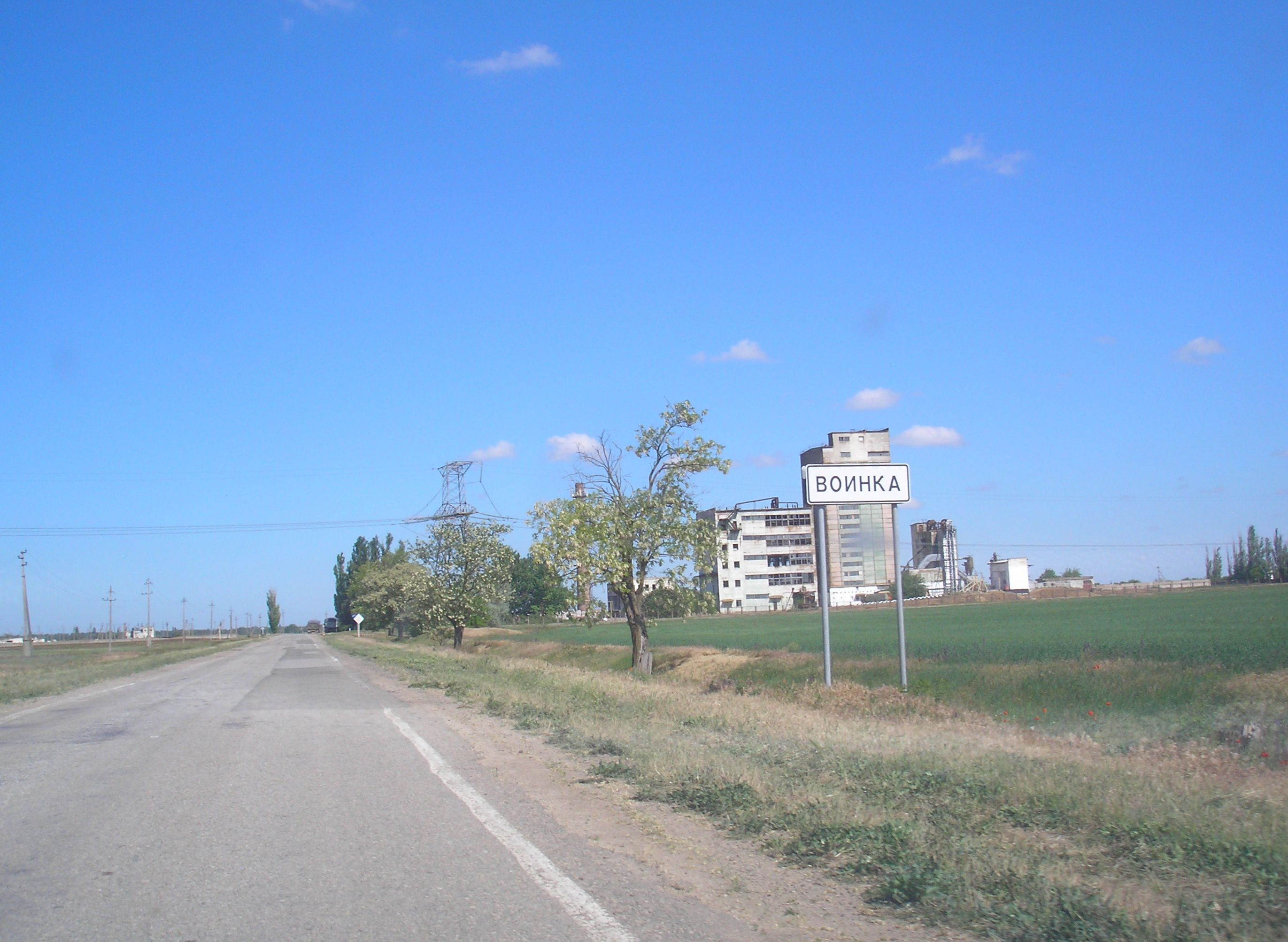
Entrée du village.
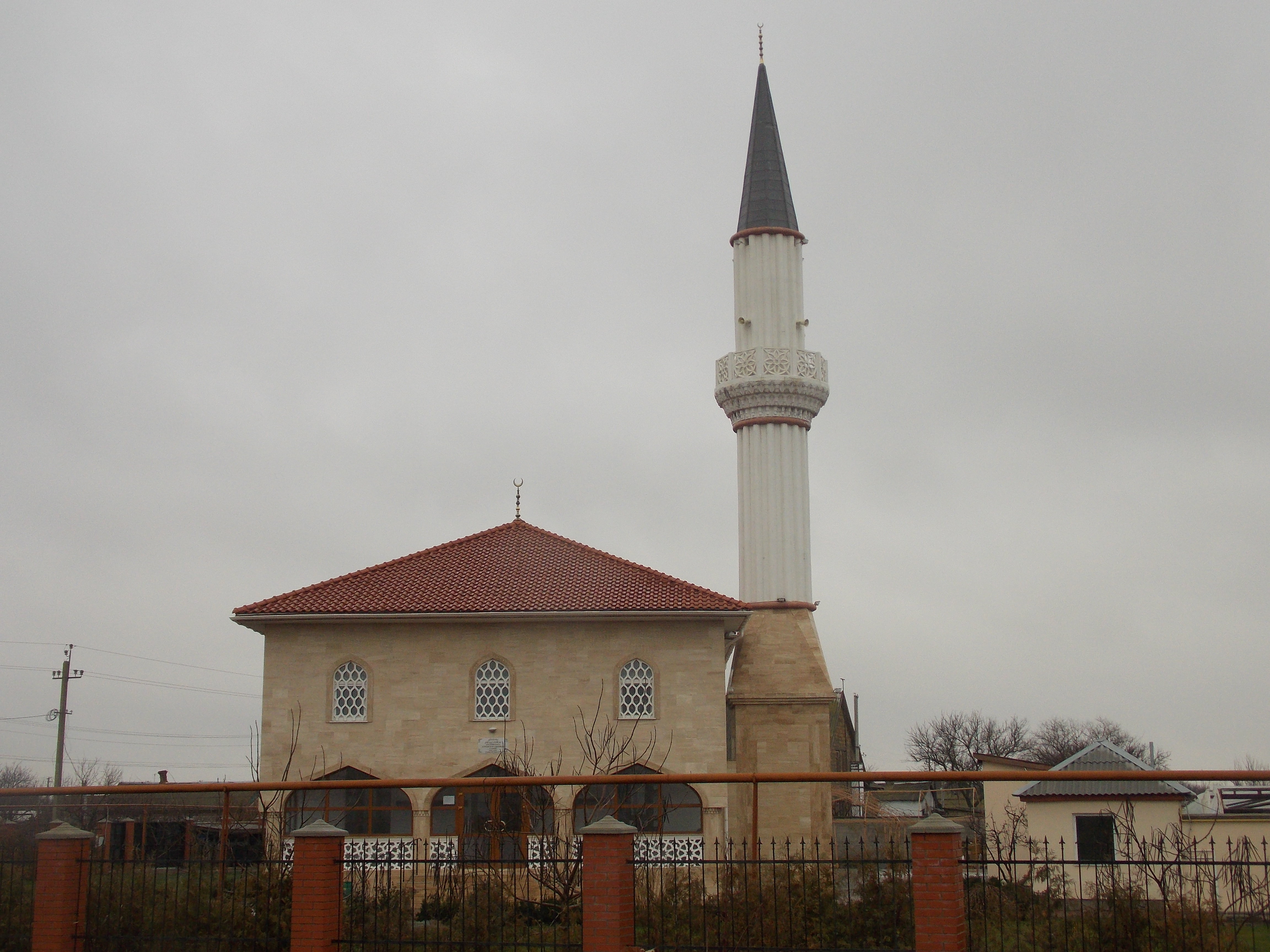
Mosquée de Voïnka.
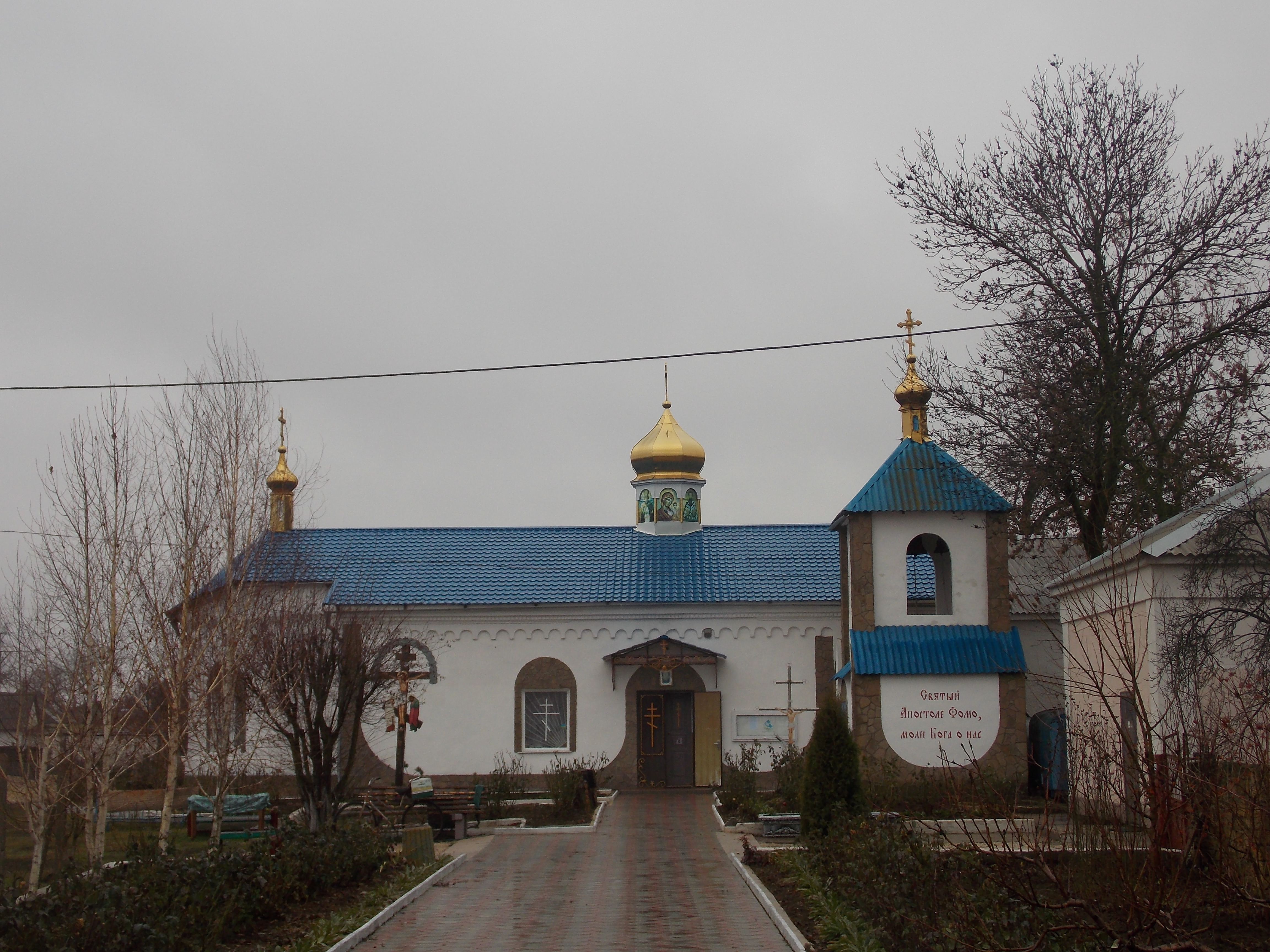
Vue de l'église de Voïnka.
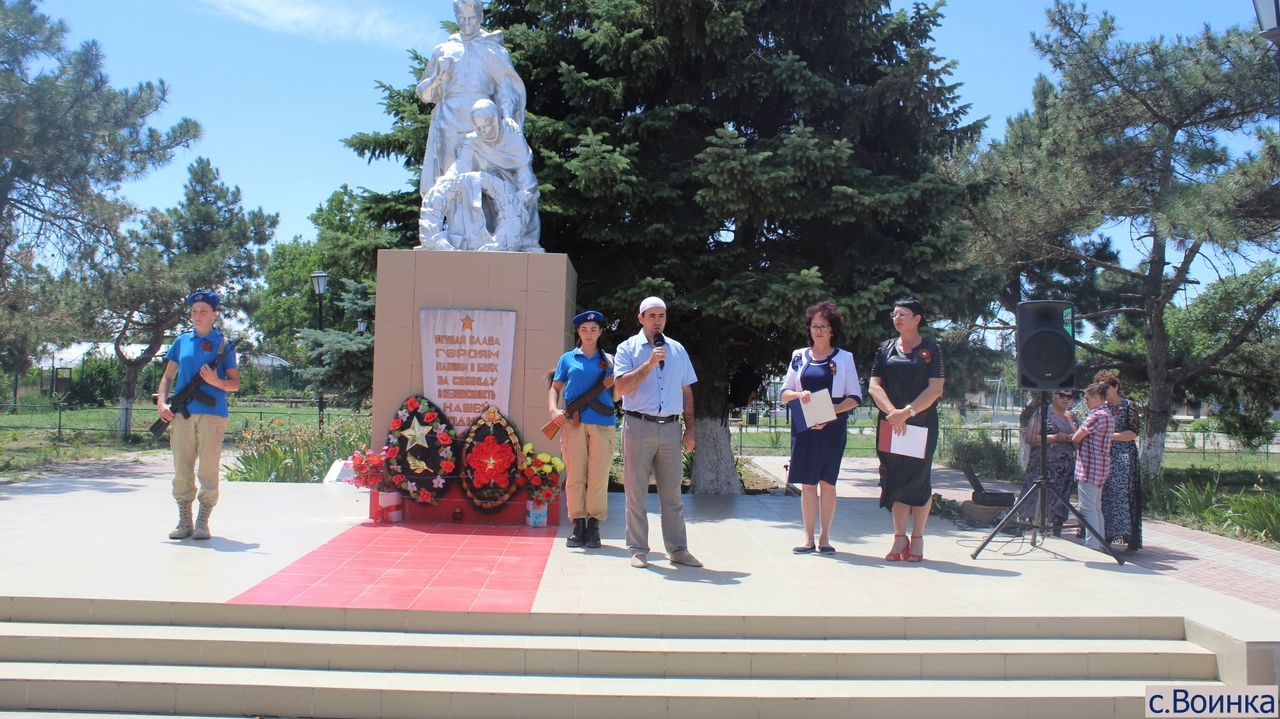
Monument aux morts de la Grande Guerre patriotique.

## Géographie
Voïnka est un grand village au milieu du raïon et un nœud de communication important, puisqu'il relie par la route 35-A-001 l'isthme de Perekop et Djankoï au nord, Théodosie au sud-ouest, Kertch à l'est par la route 35-K-012 et la route 35-N-410, Pervomaïskoïe. La gare de chemin de fer de Voïnka est sur la ligne Djankoï-Kherson. Le canal de Crimée du Nord coule à côté du village. Celui-ci se trouve à 15 m au-dessus du niveau de la mer. Les villages proches sont Istotchnoïe (3 km au nord); Dolinka (2,5 km au sud-ouest) et Magazinka (2,5 km à l'est). Krasnoperekopsk est à 21 km par la route.

## Personnalités
- Maria Baïda (1922-2002), Héros de l'Union soviétique